# Jean Salem
Pour les articles homonymes, voir Salem.
Jean Salem, né le 16 novembre 1952 à Alger et mort le 13 janvier 2018 à Rueil-Malmaison, est un philosophe français, spécialisé dans les courants de la philosophie matérialiste et hédoniste.

## Biographie
Jean Salem est le fils de Gilberte Serfati, professeur d’anglais et traductrice, et de Henri Alleg.

### Formation
Agrégé de philosophie (1976), docteur en philosophie (1988), Jean Salem est également licencié en art et archéologie (1979) et en histoire (1981). Il est titulaire d'un diplôme d'études approfondies en science politique (1982) et d'un master en économie (2011).

### Carrière professionnelle
Jean Salem enseigne dans le secondaire, notamment à Fourmies de 1976 à 1981. À partir de 1983, il exerce dans l'enseignement supérieur.
Intellectuel membre du Parti communiste français, il anime un séminaire d’histoire du matérialisme à l'université Panthéon-Sorbonne et, avec Isabelle Garo et Stathis Kouvélakis, un séminaire nommé Marx au XXIe siècle (L’esprit et la lettre).
Professeur de philosophie à l'université Paris-I Panthéon-Sorbonne, il dirige le Centre d'histoire des systèmes de pensée moderne de 1998 à 2013.
Il est membre de l'Association d'amitié franco-coréenne, présentée par Streetpress comme « un petit lobby pro nord-coréen ».

## Travaux
Ses principaux travaux de recherche portent sur la philosophie des atomes et sur la pensée du plaisir. Concernant la philosophie de Démocrite d’Abdère, Jean Salem s’est efforcé de réunir et d’organiser les membra disjecta de cette pensée qu’il tient pour fondatrice du matérialisme philosophique[réf. nécessaire]. Concernant Épicure et Lucrèce, il a étudié les fondements de la doctrine que l’on enseignait au Jardin, en s’attachant par-dessus tout à restituer le sens d’une éthique qui a osé proclamer que le souverain bien résidait dans la volupté[réf. nécessaire]. Aussi ne manque-t-il pas de s’intéresser par surcroît à l’hédonisme bien moins serein qui fut celui des faux épicuriens, celui des voluptueux inquiets, celui d’un Maupassant notamment. Ces thématiques sont abordées dans un ouvrage que ses collègues publient en sa mémoire en 2023.

## Prix
- Prix des études grecques (1996)
- Prix La Bruyère de l’Académie française (2000)
- Prix Bouctot de l'Académie des sciences, belles-lettres et arts de Rouen (2001)

## Œuvres
- 1987: Introduction à la logique formelle et symbolique , Nathan (UIF)
- 1990 : Lucrèce et l'éthique, Vrin
- 1994 : Tel un dieu parmi les hommes : L'éthique d'Épicure, Vrin
- 1996 : La légende de Démocrite, éditions Kimé
- 1996 : Démocrite : grains de poussières dans un rayon de soleil, Vrin
- 1997 : L'atomisme antique : Démocrite, Épicure, Lucrèce, Livre de poche
- 1998 : Démocrite, Épicure, Lucrèce: la vérité du minuscule, Encre marine
- 1999 : Cinq variations sur la sagesse, le plaisir et la mort, Encre marine
- 2000 : Philosophie de Maupassant, Ellipses Prix Bouctot 2001 de l'Académie des sciences, belles-lettres et arts de Rouen
- 2000 : Lucrèce et l'éthique, Vrin (2e édition revue et corrigée)
- 2002 : Tel un dieu parmi les hommes : L'éthique d'Épicure, Vrin (2e édition revue et corrigée)
- 2002 : Giorgio Vasari ou l'art de parvenir, Kimé
- 2003 : Une lecture frivole des écritures : L'Essence du christianisme de Ludwig Feuerbach, Encre marine
- 2005 : Une Introduction a la Lecture de l'Énéide, Cariscript
- 2006 : Le bonheur ou l'art d'être heureux par gros temps, Bordas
- 2006 : Lénine et la révolution, Encre marine
- 2007 : Cinq variations sur la sagesse, le plaisir et la mort, Michalon
- 2008 : Figures de Sieyès, Publications de la Sorbonne
- 2008 : Spinoza au XIXe siècle, Publications de la Sorbonne
- 2009 : Rideau de fer sur le boul'mich : Formatage et désinformation dans le monde libre, Éditions Delga
- 2012 : Élections, piège à cons ?: Que reste-t-il de la démocratie ?, coll. Antidote, Flammarion
- 2013 : Sagesses pour un monde disloqué, Éditions Delga  (ISBN 978-2915854527)
- 2015 : Résistances : Entretiens avec Aymeric Monville, Paris, Éditions Delga, 2015, 317 p. (ISBN 978-2-915854-75-6)
- 2016 : Contre la démocratie de caserne : Après les attentats Hollande s'en va-t-en guerre, Paris, Éditions Delga, 2016, 70 p. (ISBN 978-2-915854-90-9)